# Julius Hagedorn
Julius Hagedorn (* 11. März 1874 in Nienburg/Weser; † 26. September 1943 in Bremerhaven; vollständiger Name: Johann Heinrich Julius Hagedorn) war ein deutscher Architekt und Baubeamter, er arbeitete ab 1905 als Stadtbaumeister in Bremerhaven.

## Biografie
Hagedorn absolvierte ein Realgymnasium in Hannover. Er studierte Bauwesen an der #GeschichteTechnischen Hochschule Hannover. Er arbeitete ab 1897 als Regierungsbauführer (Referendar im öffentlichen Bauwesen) in Kassel und Hannover. 1902 wurde er Stadtbauinspektor in Görlitz.
Von 1905 bis 1933 war Hagedorn als Stadtbaumeister von Bremerhaven verantwortlich für Architektur, Wohnungsbau und Stadtplanung. Er verfolgte ähnliche Ideen wie der 1907 gegründete Deutsche Werkbund. Er reorganisierte die Baubehörde von Bremerhaven. Unter seiner Führung entstanden wichtige Stadtentwicklungspläne von Bremerhaven und der Bauordnungsplan von 1908. Er nahm Einfluss auf viele Planungen von Gebäuden, u. a. der Pestalozzischule Bremerhaven (1909–1910) und der Strandhalle (1911–1913). Unter seiner Ägide entstand von 1909 bis 1911 das Stadttheater Bremerhaven sowie von 1906 bis 1911 die Bebauungspläne von Lehe und Bremerhaven-Mitte. Er setzte sich in den 1920er Jahren für den sozialen Wohnungsbau ein.
Hagedorn war Mitglied der rechtskonservativen Deutschnationalen Volkspartei (DNVP). Er war in verschiedenen Vereinigungen aktiv, u. a. beim Kunstverein und im Architekten- und Ingenieur-Verein sowie als Freimaurer.

1933 wurde er von den Nationalsozialisten wegen seiner Mitgliedschaft in einer Freimaurerloge aus dem Amt entlassen.
Ehrungen
Der Hagedornweg in Leherheide wurde nach ihm benannt.

## Bauten
- 1910: Pestalozzischule Bremerhaven
- 1913: Strandhalle (Bremerhaven)
- 1921/25: Wohnhausgruppe I–IV, Anton-Schumacher-Straße